# Мартин Кесел
Мартин Кесел (на немски: Martin Kessel) (с цяло име Martin Louis Hermann Kessel) е немски писател, автор на романи, разкази, есета, стихотворения и афоризми.

## Биография
Мартен Кесел е роден през 1901 г. в саксонския град Плауен. Завършва гимназия и следва философия, литературознание, театрознание и изкуствознание в Берлин, Мюнхен и Франкфурт на Майн. Завършва с докторска теза върху творчеството на Томас Ман.
През 1923 г. се установява в Берлин като писател на свободна практика.
Наред със социално-критични романи и разкази, чието действие най-често се развива в Берлин, Кесел създава редица есета, афоризми и стихотворения.
През целия си живот остава неразпознат в немската литературна среда. Въпреки това от 1951 г. е член на ПЕН клуба на Федерална република Германия, от 1954 г. – на Немската академия за език и литература в Дармщат, а от 1959 г. – на Берлинската академия на изкуствата и на Баварската академия на изящните изкуства в Мюнхен.
Получава престижни литературни награди като „Георг Бюхнер“ (1954) и „Голямата литературна награда на Баварската академия за изящни изкуства“ (1962)
Мартин Кесел умира в Берлин през 1990 г. на 89-годишна възраст.

## Награди и отличия
- 1951: „Награда на немската критика“
- 1954: „Награда Георг Бюхнер“
- 1961: „Награда Фонтане“ на град Берлин
- 1961: „Голям Федерален орден за заслуги“
- 1962: „Голяма литературна награда на Баварската академия за изящни изкуства“
- 1962: Ehrengast der Villa Massimo, Rom.
- 1980: Professor ehrenhalber.